# 下公館
下公館，是台灣新竹縣的一個地名，位於今竹東鎮中部偏南，範圍大致包括東寧里、中正里（不含中山國小），以及雞林里西端偏南的一小部分。

## 歷史
台灣清治末期至日治前期，該地區為一街庄，稱為「下公館庄」，隸屬於竹北一堡。該庄輪廓南北狹長，東與鷄油林庄、橫山庄為鄰，東南邊及南邊為田藔坑庄，西邊為員崠仔庄、上公館庄。
1920年（日治大正九年），改制為「下公館」大字，隸屬於新竹州竹東郡竹東街。戰後竹東街改制為竹東鎮，隸屬於新竹縣，大字亦改制為里。其後人口增加，故細分為多個里。

## 交通
省道台3線橫向穿越本地區中部，往東轉北可前往橫山、關西及桃園市的龍潭、大溪等地；往西轉南可前往北埔、峨眉及苗栗縣的頭份、三灣、南庄等地。縣道122號縱向穿越本地區西部，往南可前往五峰鄉土場，往北轉西可前往新竹市。
新竹客運下公館站位於省道台3線與縣道122號的交會處，是重要的客運總站。新竹客運5608線「新竹─下公館（經關東橋）」即以此為起訖站。